# Церковь Николая Чудотворца (Амракиц)
Церковь Святого Николая Чудотворца (арм. Ամրակիցի Սուրբ Նիկոլայ Հրաշագործ եկեղեցի) — находящийся в стадии реставрации приходской храм Ереванской епархии Русской православной церкви, в селе Амракиц Лорийской области Армении.

## История
Храм во имя Николая Чудотворца был построен в 1846 году для православных верующих села Николаевка (ныне село Амракиц), основанного в XIX веке украинскими казаками. До землетрясения 1988 года храм был действующим. Приход окормлял протоиерей Григорий Щукин (Грузинская православная церковь), после кончины которого богослужения в храме более не совершаются.
Церковь сильно пострадала во время Спитакского землетрясения, после чего находилась в аварийном состоянии.
В 2009 года с согласия администрации сельсовета, из храма были переданы иконы и священнические облачения в храм св. мц. Царицы Александры и часовню св. Архистратига Михаила г. Гюмри (102-я российская военная база).
По инициативе Министерства образования, науки, культуры и спорта Армении начаты работы по его реставрации. Тендер на выполнение работ выиграла строительная компания «Тритон», которая ведёт восстановление храма на высоком профессиональном уровне. Работы включают укрепление стен, возвращение утерянных элементов внутреннего убранства, а также благоустройство прилегающей территории.

## Архитектура
Дошедшее до наших дней здание построено, по всей видимости, в 10-х гг. XX в. Это небольшое сооружение, которое представляет собой замечательный образец неорусского направления архитектуры модерна, похоже на проекты А. П. Аплаксина. Рукава немного вытянутого в длину крестообразного объёма храма имеют клинчатые кровли, завершающиеся главками. Над средокрестием возвышается надстройка с пирамидальным завершением, увенчанным миниатюрным пятиглавием. Колокольня, размещённая по диагонали относительно храма, построена в виде объёмной открытой звонницы и увенчана крестообразной клинчатой кровлей.

## Галерея

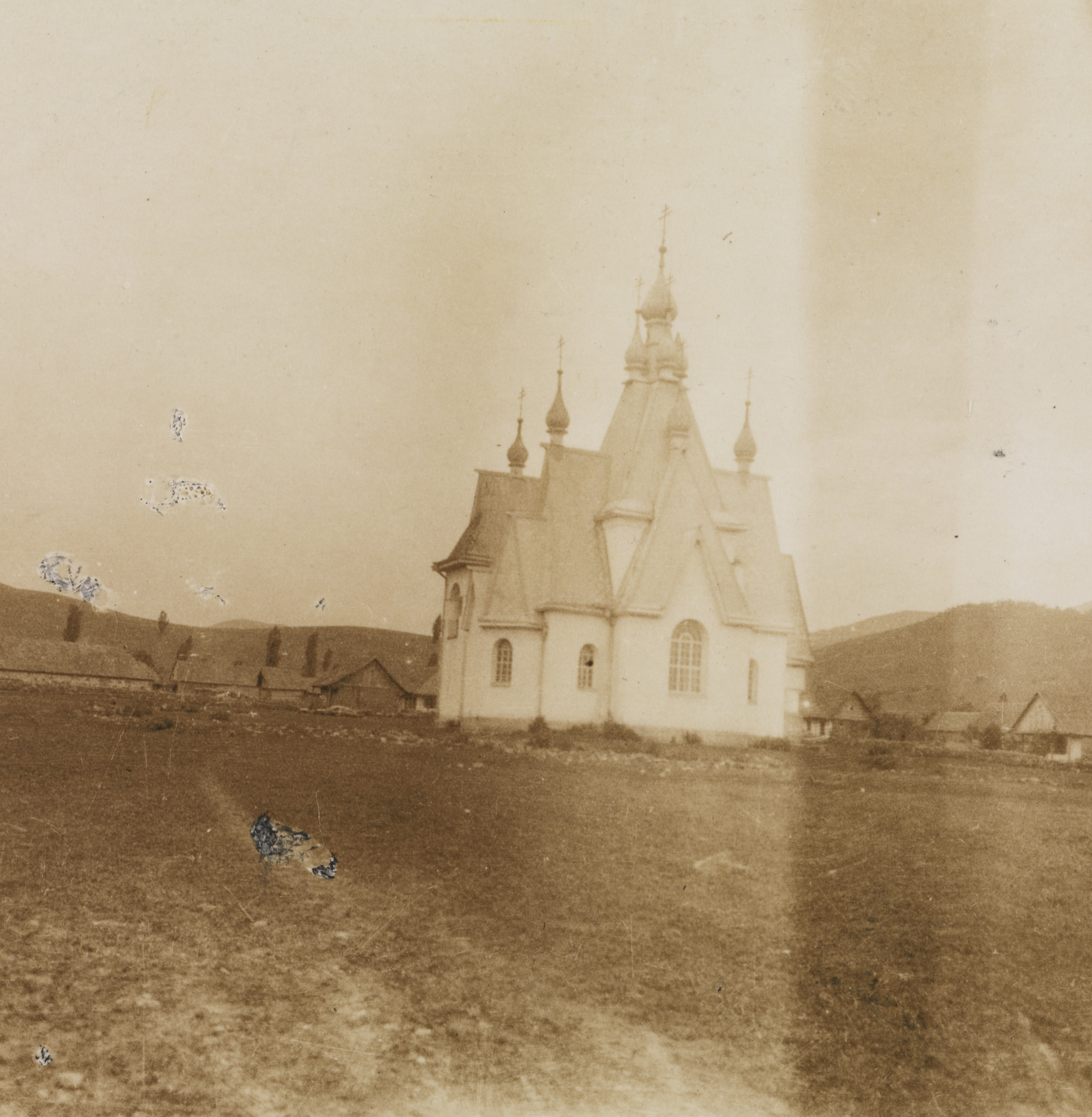
Фотография начала XX века
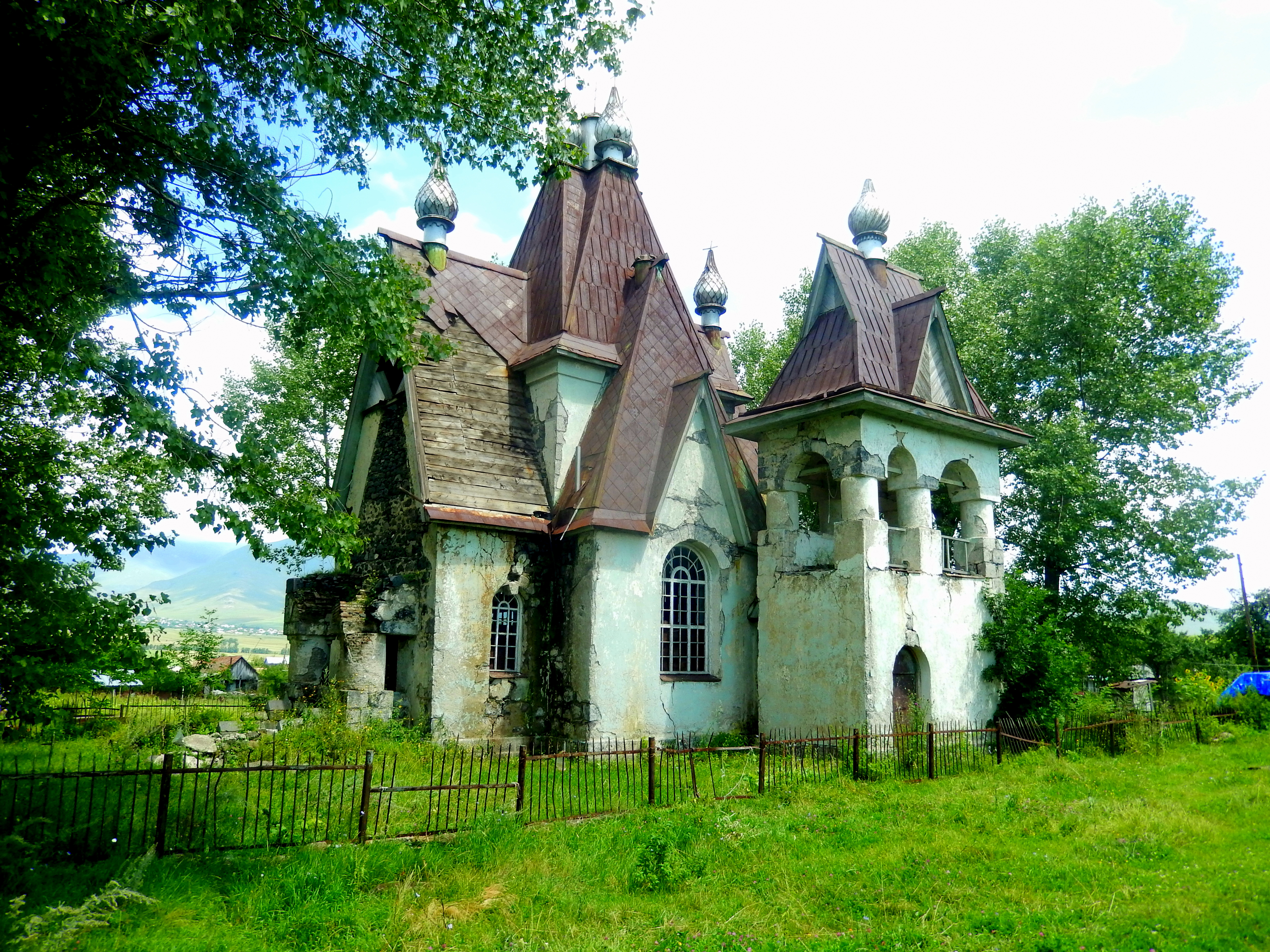
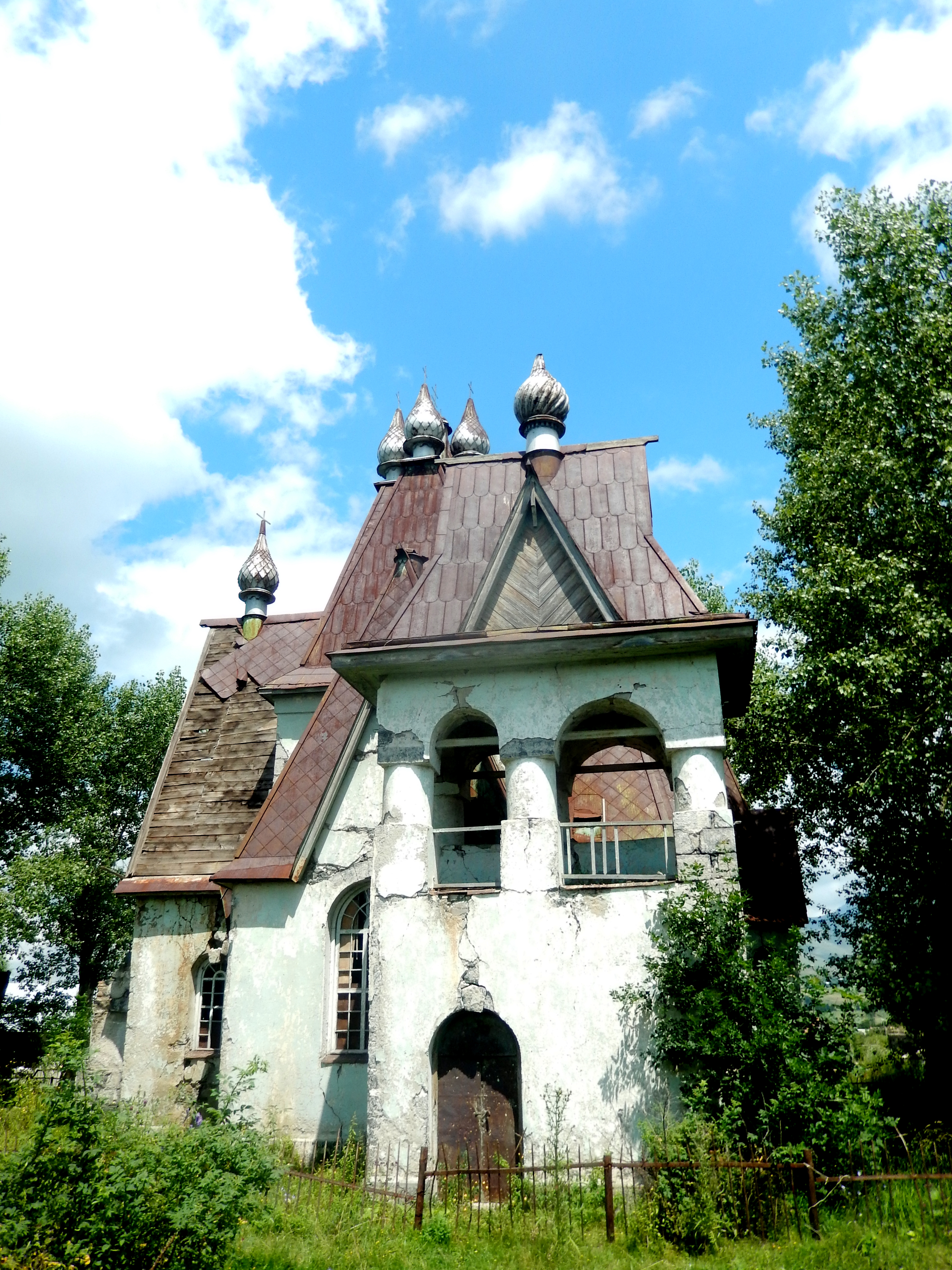
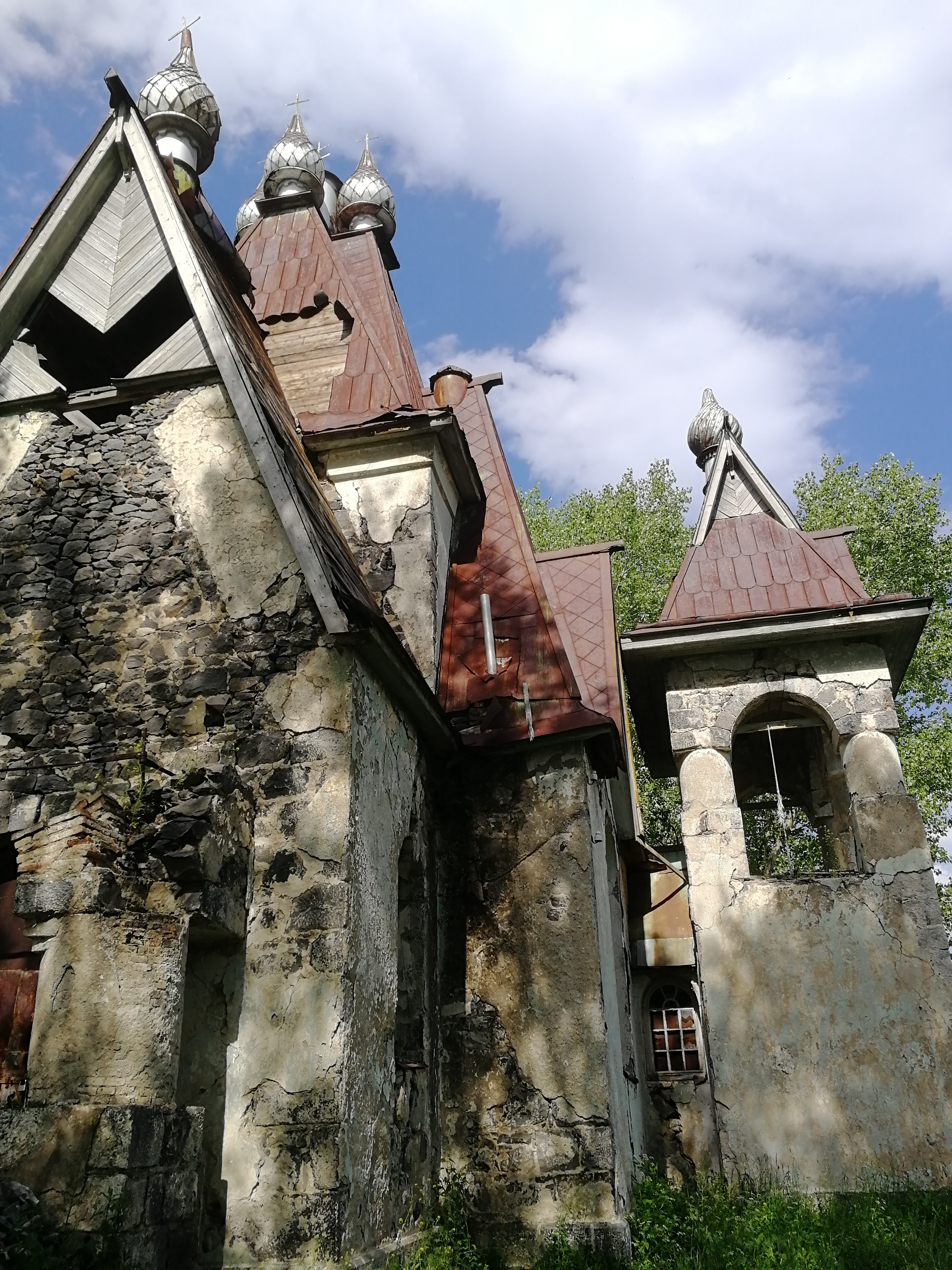
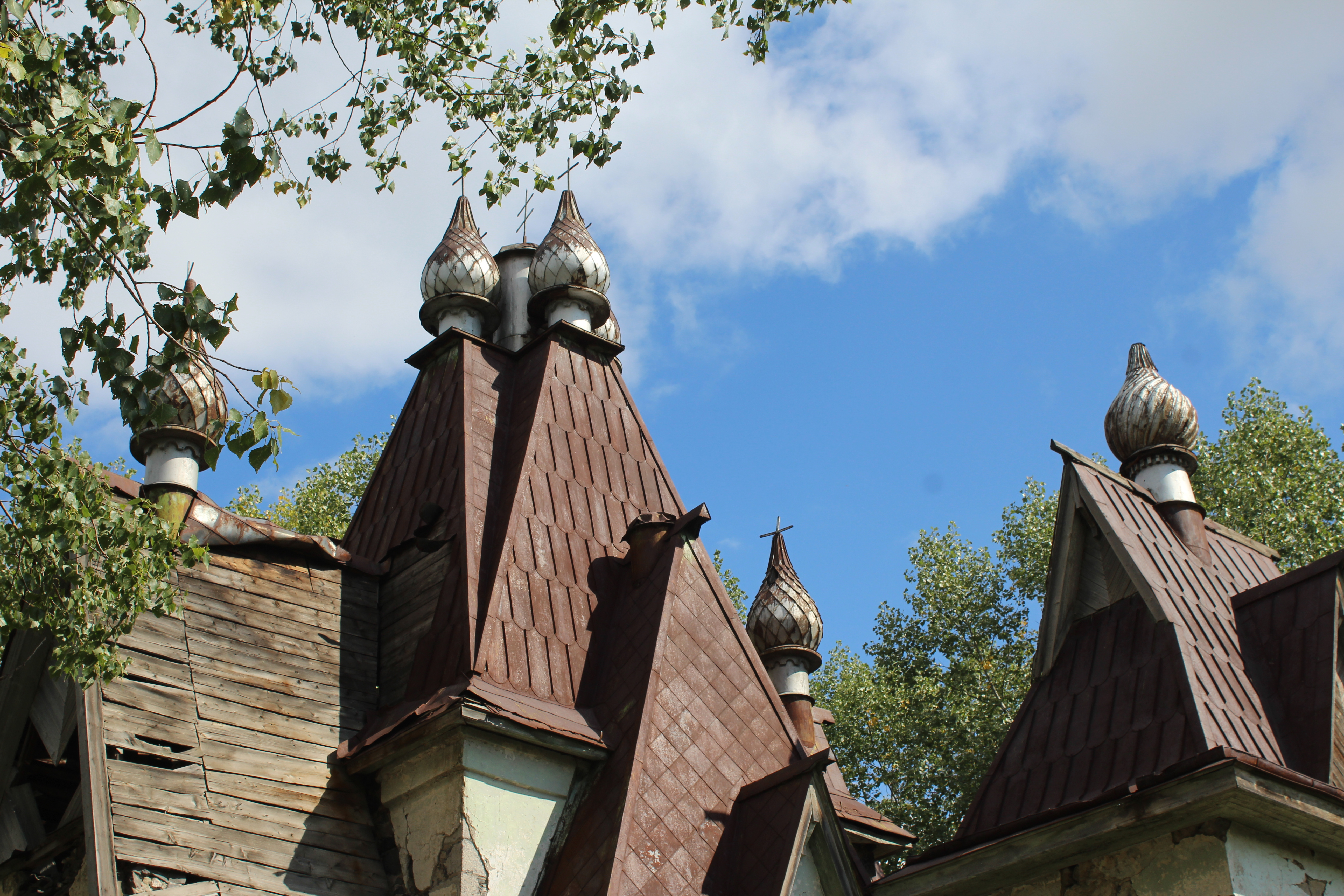